# Le Pont-de-Planches
Le Pont-de-Planches è un comune francese soppresso e frazione del dipartimento dell'Alta Saona nella regione della Borgogna-Franca Contea. Dal 15 dicembre 2015 si è fuso con i comuni di Greucourt  e Vezet per formare il nuovo comune di La Romaine di cui è capoluogo.

## Società

### Evoluzione demografica
Abitanti censiti

## Amministrazione

### Gemellaggio
Le Pont-de-Plaches è gemellata con Cassiglio, Italia, dal 1992.